# Ur
 For alternative betydninger, se Ur (flertydig). (Se også artikler, som begynder med Ur)
Et ur er et instrumenter, som bruges til at vise tiden. Uret har en forholdsvis bred definition, hvor alle genstande, der viser tiden, indgår. Et kronometeret er et meget præcist og nøjagtigt ur, som tidligere blev anvendt til navigation.
Uret har haft en uundværlig rolle i historiens udvikling. Før mennesket opfandt metoder til at måle tiden, havde naturen allerede naturlige tidsintervaller som dag, måned og år. I vores tid er uret en vigtig del af hverdagen.

## Historie
Gennem tiderne har der været mange instrumenter til at måle tiden med, herunder skygge- og solur, vandur og sand-ur. De første solure menes opfundet f.Kr. i det gamle Egypten. Vanduret kan benyttes om natten, i overskyet vejr og indendørs.

### Soluret
Et solur er et instrument, som viser tiden ved at udnytte solens position på himlen. De mest almindelige solure har en gnomon, der danner en skygge, som bevæger sig med solens position. En gnomon er som regel en lang tynd pind. Rundt om solurets gnomon er der en plade, hvor dagens timer er markeret. Solure skal opstilles nøjagtigt ift. jordens rotationsakse for at kunne vise tiden præcist. I de fleste tilfælde skal solurets gnomon pege mod den geografiske nordpol (ikke den magnetiske nordpol, som et kompas peger mod).
Der findes solure, der viser tiden med en skygge, og andre, hvor en lysstråle viser tiden. Begge har en plade med dagens timer indtegnet. Soluret, som bruger skygge, har en gnomon, som både kan være vandret, lodret eller i en anden bestemt vinkel, matematisk udregnet. Da solurets gnomon skal passe til jordens rotationsakse, betyder det, at det må tilpasses hver årstid. Soluret, som bruger en lysstråle som indikator, har ikke en gnomon, men enten et spejl, som reflekterer solens stråler på pladen, eller et lille hul, som slipper en solstråle igennem.

### Vanduret
Vandure har været benyttet i Egypten fra 1400-tallet f.Kr. I oldtidens Grækenland benyttedes vandure til at måle taletiden ved domstolene i Athen. Efterhånden som vandet dryppede ud, sank en flyder med vandstanden inde i uret og viste tiden på en beholder, hvor de tolv timer var afmærket. Sådan et vandur blev kaldt clepsydra med betydningen "vandtyv" (af græsk cleps = stjæle; hydor = vand). Nogle var mere komplicerede: vandet drev et tandhjulsystem, der flyttede en viser omkring på en skive som på et moderne ur. Visere kunne være en pegepind i hånden på en figur øverst på vanduret, og de fineste clepsydrae trillede små kugler frem ved timeskifte eller blæste i en fløjte. I romerske retssale holdt retsbetjentene omhyggeligt opsyn med et stort vandur under retssagen. Uret blev standset, mens sagens dokumenter blev læst op og blev sat i gang igen, når proceduren fortsatte. Pga. sagførernes snakkesalighed måtte partsindlæggene reguleres. En vis tid (dvs. et vist kvantum vand) blev tildelt aktorat, forsvar og dommere. Plinius den Ældre fortæller, at han havde fået ikke mindre end ti clepsydrae til rådighed under en vigtig sag, og alligevel var han ikke færdig efter at have talt uafbrudt i fem timer. Han fik dog bevilget fire clepsydrae til. Martial ironiserer over en sagfører: "Modstræbende har dommeren givet dig så meget som syv vandure, gode Cæcilianus, men du taler så længe og så højt med tilbagekastet hoved og drikker lunkent vand hele tiden, at jeg foreslår dig at tilfredsstille din snakkesalighed og din tørst samtidig: Drik af vanduret!"" 
På kejser Vespasians tid havde vandure næsten helt erstattet solure i Romerriget. Længe efter at egyptere og grækere havde skaffet sig mekaniske apparater til at måle tiden, blev tiden i Rom aflæst af et græsk solur graderet efter Catania på Sicilien og udråbt af en herold i nærheden af senatet. Når solen nåede middagshøjde, råbte han: "Meridius est!" Efterhånden blev mere nøjagtige solure opsat på Roms offentlige pladser, og til sidst kom vandurene i almindelig brug.

### Andre tidlige ure
Det levende lys-ur er gammelt og menes at stamme fra Kina, da det optræder i et digt af You Jiangu fra år 520 e.Kr. Man lavede markeringen på lyset og vidste dermed, hvad klokken var, eller hvor lang tid, der var gået. Timeglasset (sanduret) er en nyere opfindelse; det ældste ses på et kalkmaleri fra 1338, hvor timeglasset tjente som symbol for døden. Timeglasset har to beholdere, forbundet i et lille hul, som tillader sandet at falde igennem. De fleste timeglas måler enten en time eller flere minutter. I Kina brugte man under Sung-dynastiet (920-1279) røgelsesure, som bestod af et røgelseskar, der oftest var udformet som en drage, hvor der var røgelse, der brændte i alt fra 1 dag til 1 måned. Røgelsesurene var populære i Kina i både hjem og templer.

### Det mekaniske ur
Pave Sylvester 2. opfandt en enkel mekanisme i 966, der ringede med regelmæssige mellemrum og kaldte munkene til bøn. Den anses som begyndelsen til det mekaniske ur. I middelalderen blev der foretaget eksperimenter med mekaniske ure, hvor man afprøvede forskellige bremsemekanismer til de faldende lodder, der kunne få viserne til at dreje rundt. I slutningen af 1200-tallet opfandt man hæmværket, som fik uret til at gå langsomt og nøjagtigt. I 1300-tallet kom ideen med at udskifte lodderne med fjedre, hvorved uret kunne fremstilles i en bærbar version.
Paven havde før de mekaniske ure forordnet, at alle klostre skulle have et solur, men da solure ikke er brugbare, når det er overskyet eller mørkt, begyndte udviklingen af det mekaniske ur. Verdens sandsynligvis ældste mekaniske ur, der går, findes i katedralen i Salisbury og blev håndsmedet i jern i eller før 1386. Uret blev muligvis konstrueret af tre urmagere fra Nederland, nemlig Johannes og Williemus Vriemand og Johannes Jietuijt fra Delft, som blev inviteret af kong Edward 3. af England. Det mekaniske ur var mere avanceret end de hidtil brugte; da uret var mekanisk, virkede det døgnet rundt, meget nøjagtigt og regelmæssigt. Mekaniske ure består af fire hoveddele: drivmidlet, hjulværket, hæmværket og regulatoren.
George Graham opfandt hæmværket i 1715, der sikrede, at uret gik jævnt. Hæmværket findes i de fleste pendulure. Vor tids mekaniske ure er oftest drevet af batterier. Nye ure kan måle tiden baseret på målinger af svingninger i atomer eller i quartzkrystaller.

## Teknologien

### Udviklingen
Fra omkring det 15. århundrede, da hæmværket var udviklet, prøvede man mange forskellige metoder til at gøre urene mest præcise. Man forsøgte sig med ure, der brugte fjedre. Fjederen bestod af et langt tyndt stykke metal, som var rullet sammen og kunne opspoles. Når man opspolede fjederen, strammede man den, så uret kunne gå, mens fjederen langsomt blev løsere og løsere. Peter Henlein  er urmageren, som menes at have opfundet denne teknik i 1511.
Der var ikke sekund- og minutvisere før det 16. århundrede. Indtil da havde man ure, som viste tiden med en præcision på 15 min. Det var først, da urmageren Jost Bürg i 1584 opfandt et nyt hæmværk, der kunne vise tiden med 1 minuts præcision. Det førte til, at astronomen Tycho Brahe kunne observere astronomiske begivenheder mere præcist.
Da uret også havde stor astronomisk betydning, var det et stort fremskridt da Taqi al-Din opfandt et ur, der nøjagtigt kunne vise, når et givet tidsrum var gået. Den næste store opfindelse kom i 1656, da penduluret blev opfundet. Længden af pendulet bestemte urets præcision. Først havde urene kronhjulshæmværk, men da engelske William Clement opfandt den næste udvikling af hæmværket, kunne pendulurene vise tiden med minut- og sekundvisere. Problemet med penduluret er størrelsen. Det må være ret højt, for at gå præcist.
I 1840 opfandt Alexander Bain det elektroniske ur, som er videreudviklet.

### Hvordan ure virker
Alle ure består af flere dele, hver med sin funktion, for at uret skal virke.
Energikilde:

Alle ure har brug for en energikilde, som kan være et batteri, hjul eller fjedre. De fleste ure har en ekstra energikilde, som slår til, når hovedenergikilden afbrydes.
En oscillator:
Alle moderne ure har en harmonisk oscillator, som er en fysisk størrelse, der beskriver svingende systemer. I mekaniske ure kan det være penduler eller et stighjul. I de nyere ure kan det være en quartzkrystal eller vibrationer fra elektroner.
Synkroniserede enheder:
De fleste ure bliver regelmæssigt synkroniseret med et andet "hovedur", som er nøjagtigt. Computerure og radioer har en quartzkrystal og bliver synkroniseret en gang om ugen over internettet. Elektriske ure afhænger af deres strømkilde til at være præcise.

Regulering:
Denne del sørger for, at frekvenserne fra oscillatoren udsendes jævnt og ensartet. Denne del kan bestå af et pendul, balance eller en ic i quartzuret.
Gearing:
Her bliver de dannede impulser fra oscillatoren omdannet til en brugbar størrelse, som vi kender som sekunder, minutter og timer.
Displayet:
Displayet viser tiden. På moderne ure kan displayet enten være digitalt eller analogt, hvor tidsangivelsen afhænger af grader.

## Forskellige former
- Solur
- Vandur
- Digitalt ur
- Analogt ur
- Vækkeur
- Lommeur
- Armbåndsur
- Sandur (timeglas)
- Astronomisk ur
- Kvartsur
- Atomur
- Stearinlys-ur
- Congreve-ur
- Elektrisk ur
- Røgelses-ur
- Mekanisk ur
- Olielampeur
- Pendulur
- Quantumur
- Radiour
- Dampur